# Encyclia altissima
Encyclia altissima är en orkidéart som beskrevs av Rudolf Schlechter. Encyclia altissima ingår i släktet Encyclia och familjen orkidéer. Inga underarter finns listade i Catalogue of Life.